# Сумара
Сумара — река на севере России, протекает по территории Приморского района Архангельской области. Длина реки — 77 км, площадь водосборного бассейна — более 100 км². Впадает в реку Лодьма.
Притоки: Афанасьев, Белый, Мурома, Проточный, Яглов. В верхнем течении протекает через озёра Сумозерское (Сум-озеро) и Малое Сумозеро.
В устье реки находятся деревни Кондратьевская и Погорельская Талажского сельского поселения.

## Топографические карты
- Лист карты Q-37-128,129,130 Архангельск. Масштаб: 1 : 100 000. Указать дату выпуска/состояния местности.
- Лист карты Q-37-131,132 п  Боброво. Масштаб: 1 : 100 000. Состояние местности на 1983 год. Издание 1987 г.